# Trinia
Trinia là chi thực vật có hoa trong họ Apiaceae.